# فوکاچا
فوکاچیا (به ایتالیایی: Focaccia) نانی تخت و تخمیری در آشپزی ایتالیایی است که از خمیر گندم تهیه شده و اغلب با روغن زیتون، نمک دریایی، و گیاهان معطر طبخ می‌شود. این نان در سراسر ایتالیا در قالب‌های مختلف و به‌عنوان نان همراه، پیش‌غذا یا نان ساندویچ مورد استفاده قرار می‌گیرد. فوکاچیا به‌طور گسترده با پیتزا مقایسه می‌شود اما ترکیب و نحوهٔ پخت آن ویژگی‌های خاصی دارد.

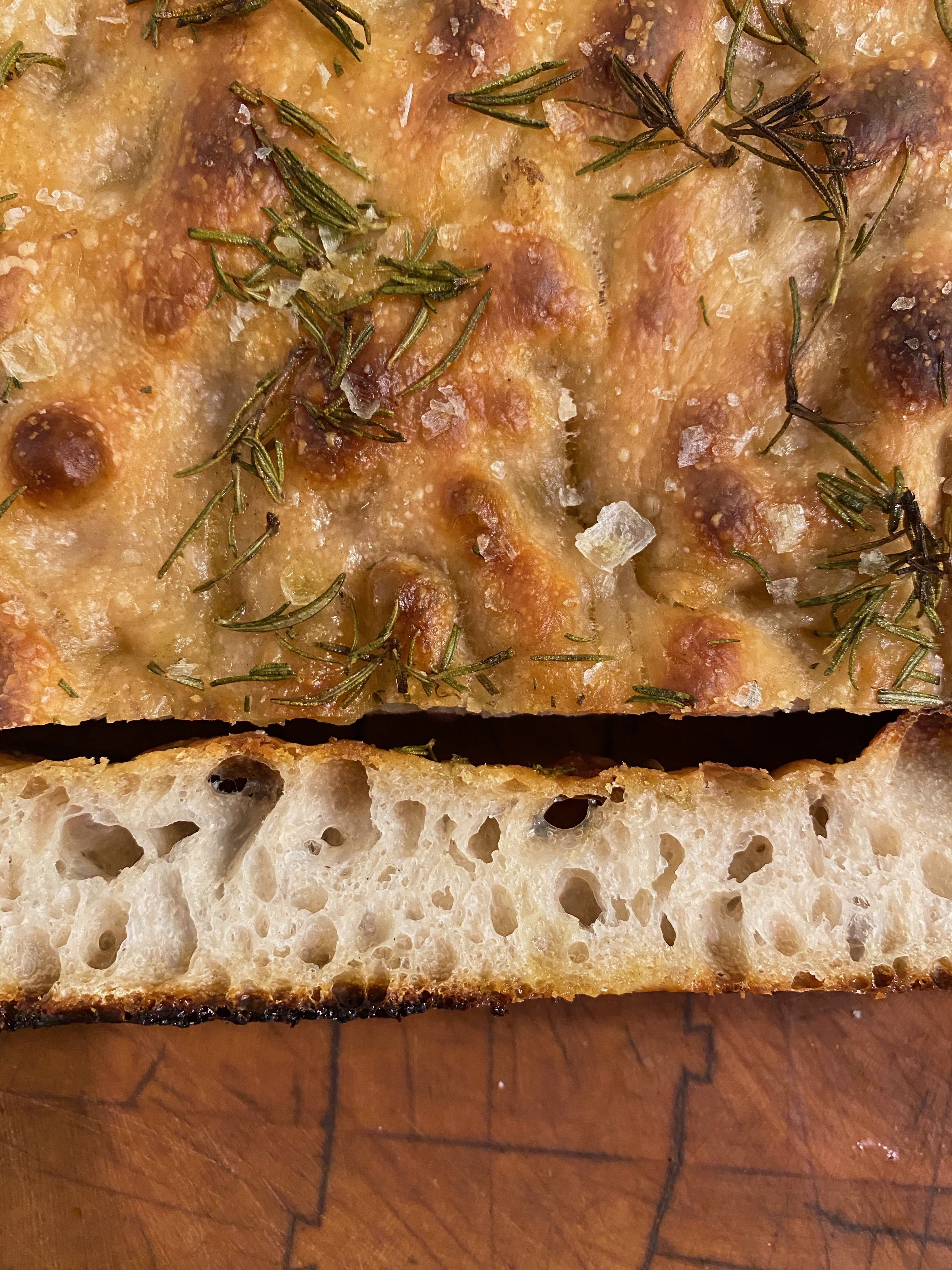
فوکاچیا سنتی با رزماری

## واژه‌شناسی
نام «فوکاچیا» برگرفته از واژهٔ لاتین panis focacius به‌معنای «نان پخته‌شده در آتشدان» است. واژهٔ لاتین focus به مرکز حرارت یا اجاق اشاره دارد. در دوره‌های مختلف تاریخی، نان‌هایی که در خاکستر داغ یا روی آتش طبخ می‌شدند با این نام شناخته می‌شدند و این واژه بعدها وارد زبان ایتالیایی شد.

## تاریخچه
تاریخچهٔ فوکاچیا به دوران روم باستان و حتی پیش‌تر، به تمدن اتروسک‌ها در شمال ایتالیا بازمی‌گردد. در آن زمان نان‌های تخت با ترکیبات ساده پخته می‌شد که شباهت زیادی به فوکاچیاهای امروزی داشتند.
در منطقهٔ لیگوریا به‌ویژه جنوا، فوکاچیا به یکی از نمادهای فرهنگی و غذایی تبدیل شد و در مناسبت‌های مختلف اجتماعی و مذهبی استفاده می‌شد. در دوره‌های اخیر، با مهاجرت ایتالیایی‌ها به سراسر جهان، فوکاچیا نیز جهانی شد و انواع مختلف آن در کشورهای دیگر معرفی گردید.

## مواد اولیه و ویژگی‌ها
خمیر فوکاچیا معمولاً از ترکیب آرد گندم، آب، خمیرمایه، نمک و روغن زیتون تهیه می‌شود. بافت این نان نرم، مرطوب و دارای حفره‌های سطحی است که با فرو بردن انگشت در خمیر پیش از پخت ایجاد می‌شوند. در نسخه‌های مختلف، ترکیبات زیر ممکن است به فوکاچیا افزوده شوند:
- گیاهان معطر مانند رزماری، آویشن و پونه کوهی
- سبزیجاتی مانند پیاز، گوجه‌فرنگی و زیتون
- پنیرهایی مانند موتزارلا یا پنیر محلی prescinseua
- ترکیبات شیرین مانند شکر، کشمش یا عسل

## انواع منطقه‌ای

### فوکاچیا جنووزه
نوع سنتی فوکاچیا در منطقهٔ جنوا است. دارای ضخامت متوسط، بافتی نرم، و سطحی پوشیده از روغن زیتون و نمک درشت است. در این نوع، پیش از پخت، سطح خمیر با انگشت حفره‌دار می‌شود تا بافت منحصربه‌فردی ایجاد گردد.

### فوکاچیا دی رکّو
نوعی فوکاچیا بسیار نازک و غیرتخمیری است که با پنیر تازه محلی پر می‌شود. این نوع فوکاچیا از شهر رکّو در لیگوریا منشأ گرفته و در سال‌های اخیر به‌عنوان محصول غذایی با منشأ کنترل‌شده ثبت شده است.

### فوکاچیا پوگلیزه
در ناحیهٔ پولیا، فوکاچیا با سیب‌زمینی درون خمیر تهیه می‌شود. روی آن معمولاً گوجه‌فرنگی، زیتون سیاه، پونه کوهی و روغن زیتون قرار دارد. این نوع نان به‌عنوان یک وعده کامل نیز مصرف می‌شود.

### سایر گونه‌ها
در مناطق مختلف ایتالیا، انواع دیگر فوکاچیا با ویژگی‌هایی نظیر شیرین بودن، افزودن میوه خشک یا استفاده از پنیر پارمزان تهیه می‌شوند. در برخی مناطق مانند ونتو، فوکاچیا به‌صورت شیرین و به‌عنوان دسر نیز طبخ می‌شود.

## تفاوت با پیتزا
با وجود شباهت ظاهری، فوکاچیا تفاوت‌هایی اساسی با پیتزا دارد:
- خمیر فوکاچیا ضخیم‌تر و روغنی‌تر است.
- فوکاچیا معمولاً بدون سس گوجه‌فرنگی تهیه می‌شود.
- تمرکز فوکاچیا روی نان و بافت آن است، در حالی که در پیتزا، ترکیبات رویی اهمیت بیشتری دارند.

## کاربرد
فوکاچیا در وعده‌های مختلف غذایی مورد استفاده قرار می‌گیرد:
- نان جانبی برای سوپ و سالاد
- نان ساندویچی با برش افقی و پر کردن با گوشت یا سبزیجات
- پیش‌غذا همراه با روغن زیتون و سرکه بالزامیک
- صبحانه یا عصرانه در نسخه‌های شیرین

در کشورهای مختلف، فوکاچیا در قالب‌های صنعتی نیز تولید و در فروشگاه‌ها عرضه می‌شود.